# Sofia Sokolovskaïa
Pour les articles homonymes, voir Sokolovskaïa.
Sofia Ivanovna Sokolovskaïa (en russe : Софья Ивановна Соколовская), née le 10 avril 1894 à Odessa et morte le 26 août 1938 à Moscou, est une révolutionnaire cinéaste et journaliste soviétique,

## Biographie
Fille d'un avocat et d'une employé de la station bactériologique Sofia Sokolovskaïa naît à Odessa . En 1903, la famille déménage à Tchernigov où Sofia est scolarisée dans un gymnase pour femmes et s'implique dans un cercle de jeunes à l'esprit révolutionnaire dont font partie également plusieurs futurs bolcheviks célèbres comme Iouri Kotsiubinski et Vitaly Primakov. De 1912 à 1914, elle étudie à l'Institut médical des femmes de Saint-Pétersbourg, de 1914 à 1917 - aux cours Bestoujev. En 1915, elle rejoint le RSDLP et dirige un groupe bolchevique.
En janvier 1918, elle est élue comme présidente du soviet exécutif de Tchernihov. 
À partir de novembre 1918, elle fut secrétaire du comité régional clandestin d'Odessa du Parti communiste d'Ukraine, rédactrice en chef du journal Kommunist. Elle fut arrêtée à deux reprises par les gardes blancs mais réussit à s'enfuir. De décembre 1919 à février 1921, elle travaille au comité exécutif de l'Internationale communiste, puis au sein du parti à Moscou.
En 1921-1924, elle est chef adjoint du département d'éducation politique de Moscou, en 1924-1928 - au travail de propagande à l'usine de locomotives de Kolomna, en 1928-1930 - à la rédaction du magazine Massovik, dans le Journal paysan à Moscou.
De 1934 à 1935 - chef du service des ateliers de lecture du Commissariat du Peuple à l'Instruction publique de la RSFSR.
Depuis 1935, elle est directrice adjointe pour les questions artistiques et de production, depuis juin 1937 - directrice de Mosfilm.
Victime des Grandes Purges, le 12 octobre 1937, elle est arrêtée avec son mari, chef du département agricole du Comité central du Parti communiste des bolcheviks de toute l'Union, 
Iakov Iakovlev, pour espionnage et participation à une organisation contre-révolutionnaire. Après son arrestation, le journal Art soviétique décrit ses activités à Mosfilm comme visant à « calomnier la réalité soviétique dans les œuvres cinématographiques ». Elle fut exécutée le 26 août 1938 sur le site de Kommounarka. Réhabilité le 3 mars 1956 par un arrêt du Collège militaire de la Cour suprême de l'URSS.